# Плоская (приток Еи)
Пло́ская — река в Краснодарском крае и Ростовской области России, правый приток Еи. Длина 45 км. На реке сооружены пруды. Крупнейший приток — река Терноватая (правый).

## Течение
Река берёт начало на западе Доно-Егорлыкской равнины, к востоку от посёлка Селекционного Белоглинского района Краснодарского края. Общее направление на западо-северо-запад. К западу от хутора Берёзовского принимает справа свой крупнейший приток — реку Терноватую. Впадает в реку Ею с правой стороны, напротив хутора Ея Крыловского районов Краснодарского края.
Река протекает по территории Белоглинского, Новопокровского и Крыловского районов Краснодарского края, а также по территории Егорлыкского района Ростовской области.

## Населённые пункты
На реке расположены следующие населённые пункты:
- посёлок Селекционный
- станица Плоская
- село Шевченковское

Кроме того на территории бассейна реки расположены следующие населённые пункты:
- хутор Семеноводческий
- хутор Берёзовский